# Helmut Eckl

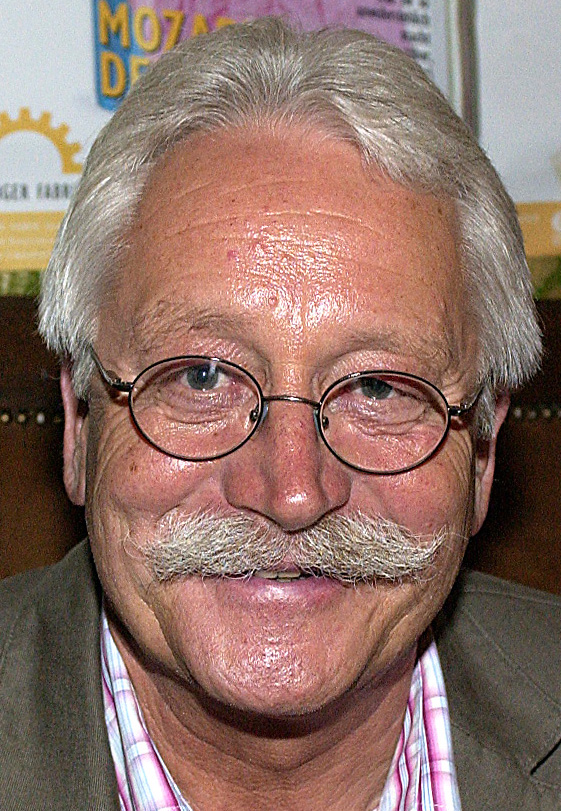
Helmut Eckl 2006

Helmut Eckl (* 20. November 1947 in Wolfersdorf) ist ein bayerischer Mundartdichter und Satiriker.

## Werdegang
Eckl wuchs in der Oberpfalz (Eslarn, Waidhaus, Weiden, Neumarkt) auf. Nach seinem Studium, welches er als Diplom-Verwaltungswirt (FH) abschloss, begann er eine Tätigkeit an der Ludwig-Maximilians-Universität München. Seine ersten Bücher erschienen im Friedl-Brehm-Verlag. Viele Jahre war er Vorsitzender der „Mundartfreunde Bayerns“ und ist Mitbegründer des Poetenstammtisches (Friedl Brehm-Kreis). Er lädt regelmäßig Autoren und Musikanten zum literarisch-satirisch-musikalischen Frühschoppen in das Theater im Fraunhofer, München, ein. Seit dem Jahre 2002 ist er Münchner Turmschreiber. Seine Bücher haben einen vorwiegend satirischen Charakter.

## Werke
- I hob wos gschrieben, (Gedichtband), Verlag Friedl Brehm, 1976
- schreib no oiwei, (Gedichtband), Verlag Friedl Brehm, 1976
- wenna amoi kummt, (Gedichtband), Verlag Friedl Brehm, 1978, ISBN 3-921763-54-1
- Bierblick, (Roman), Verlag Friedl Brehm, 1984, ISBN 3-921763-85-1
- Da Bibe Atzinger, (Kinderbuch), Verlag Friedl Brehm, 1978, ISBN 3-921763-58-4., 2. Auflage. edition schulz, 1997, ISBN 3-932142-18-7
- Reklamationen zwecklos, bin Niederbayer, (biographische Erzählung), Alois Knürr Verlag, 1999, ISBN 3-928432-26-5
- Mich regt nix auf, (Satireband), edition schulz, 1997, ISBN 3-932142-14-4
- „Begegnungen“ in der Mitte der endgültigen Jahre, (Satireband – Karikaturen: Franz Eder), edition schulz, 2000, ISBN 3-932142-21-7
- Die Liebhaber meiner Geliebten, (Satireband), Turmschreiber Verlag, 2007, ISBN 978-3-930156-99-3
- Satirische Leckerbissen, (Satireband), Christian Hartmann Verlag, 2007, ISBN 978-3-9810081-2-8
- alte männer füttern keine enten, (Erzählungen), St. Michaelsbund, 2012, ISBN 978-3-943135-03-9
- Irgendwo hören sich die Grenzen auf, (satirischer Roman), St. Michaelsbund, 2012, ISBN 978-3-943135-15-2
- Mein Opa, (Geschenkbücherl), Bayerland, 2020, ISBN 978-3-89251-521-0
- Früher war die Zukunft länger. Bayerland, 2021, ISBN 978-3-89251-525-8
- I sog nix!: Vom brandgefährlichen Dialog zwischen ihm und ihr; Bayerland, 2022, ISBN 978-3-89251-532-6

Von Helmut Eckl stammen ferner Beiträge für Zeitungen und Zeitschriften, den Kinderfunk, das Fernsehen und Anthologien.

## Tonträger
- Früher war die Zukunft länger, Selbstverlag, 2000.
- Bayerische Weihnacht, Tyrolis München

## Presseaufnahme
- „Der Niederbayer Helmut Eckl ist ein Satiriker, wie man sich ihn in Bayern wünscht.“ (Süddeutsche Zeitung)
- „Es ist einerlei, aus welchem seiner Bücher Helmut Eckl liest. Der Münchner Autor wird die Lacher immer auf seiner Seite haben.“  (Münchner Merkur)
- „Helmut Eckl ist der geborene Satiriker.“ (Bayerischer Rundfunk)

## Auszeichnungen
- 2011 Bayerischer Poetentaler